# Purity Chepkirui
Purity Chepkirui (14 febbraio 2003) è una mezzofondista keniota.

## Palmarès
| Anno | Manifestazione    | Sede         | Evento          | Risultato | Prestazione | Note                          |
| ---- | ----------------- | ------------ | --------------- | --------- | ----------- | ----------------------------- |
| 2021 | Mondiali U20      | Nairobi      | 1500 m piani    | Oro       | 4'16"07     |                               |
| 2022 | Africani          | Saint-Pierre | 1500 m piani    | Argento   | 4'16"28     |                               |
| 2022 | Mondiali U20      | Cali         | 1500 m piani    | Bronzo    | 4'07"64     | Miglior prestazione personale |
| 2023 | Mondiali          | Budapest     | 1500 m piani    | Batteria  | 4'04"51     | Miglior prestazione personale |
| 2024 | Mondiali di cross | Belgrado     | Staffetta mista | Oro       | 22'15"      |                               |

## Campionati nazionali
2022
- Oro ai campionati kenioti, 1500 m piani - 4'10"38

2023
- Bronzo ai campionati kenioti, 1500 m piani - 4'07"63
- 13ª ai campionati kenioti di corsa campestre - 34'07"

2024
- Bronzo ai campionati kenioti di corsa campestre, cross corto - 6'19"

2025
- Oro ai campionati kenioti di corsa campestre, cross corto - 7'02"

## Altre competizioni internazionali
2022
- Argento al Cross de Atapuerca ( Atapuerca) - 25'52"
- Bronzo al Cross Internacional de Itálica ( Siviglia) - 33'47"
- Oro al Cross Internacional de San Sebastián ( San Sebastián) - 29'08"

2023
- 11ª alla Xiamen Diamond League ( Xiamen), 1500 m piani - 4'05"15